# Бакчасарай (Мензелинский район)
Бакчасарай (тат. Бакчасарай) — деревня в Мензелинском районе Татарстана. Входит в состав Кузембетьевского сельского поселения.

## География
Находится на левом притоке реки Мензеля, в 19 км к западу от города Мензелинска.

## История
Основана в 1911 году. В документах 1913 года деревня упоминается как отруб Чермышев от деревни Подгорный Такермян. В этот период земельный надел сельской общины составлял 315 десятин.
До 1920 года деревня входила в Кузкеевскую волость Мензелинского уезда Уфимской губернии. С 1920 года в составе Мензелинского кантона ТАССР. С 10 августа 1930 года в Мензелинском районе.
В 1925 году в деревне была создана махалля (существовала до 1929 г.) и построена мечеть.
В 1929 году в деревне был образован колхоз.

## Население
| 1913 | 1920 | 1926 | 1938 | 1949 | 1958 | 1970 | 1979 | 1989 | 2002 | 2010 | 2017 |
| ---- | ---- | ---- | ---- | ---- | ---- | ---- | ---- | ---- | ---- | ---- | ---- |
| 97   | 98   | 143  | 231  | 221  | 206  | 228  | 153  | 84   | 65   | 55   | 64   |

Национальный состав
Согласно результатам переписи 2002 года, в национальной структуре населения села татары составляли 100% из 65 человек.

## Инфраструктура
Фельдшерско-акушерский пункт (с 2013 г.).

## Религия
Мечеть (с 1998 г.).